# Vail, Colorado
Vail är en stad i Eagle County i delstaten Colorado i USA. Staden hade år 2000 4 531 invånare och staden ligger på 2 445 meter över havet. I trakten finns också skidorten med samma namn, där bland annat flera världscupdeltävlingar samt tävlingar 1989 och 1999 arrangerats.